# Blowin' the Blues Away
Albums de Horace Silver
Finger Poppin'
(1959) Horace-Scope
(1960)
Blowin' the Blues Away est un album du pianiste de jazz Horace Silver sorti en 1959.

## Critique
Pour le critique Steve Huey (Allmusic), « Blowin' the Blues Away est un des classiques immortels du label Blue Note... l'un des meilleurs albums de Silver, un album qu'il est presque impossible de ne pas aimer ».

## Liste des titres
Toute la musique est composée par Horace Silver sauf indication contraire.
| No | Titre                  | Musique   | Durée |
| -- | ---------------------- | --------- | ----- |
| 1. | Blowin' the Blues Away |           | 4:44  |
| 2. | The St. Vitus Dance    |           | 4:09  |
| 3. | Break City             |           | 4:57  |
| 4. | Peace                  |           | 6:02  |
| 5. | Sister Sadie           |           | 6:19  |
| 6. | The Baghdad Blues      |           | 4:52  |
| 7. | Melancholy Mood        |           | 7:10  |
| 8. | How Did It Happen*     | Don Newey | 4:41  |

- titre bonus sur l'édition CD.

## Musiciens
- Horace Silver - piano
- Blue Mitchell - trompette (titres 1, 3-6 & 8)
- Junior Cook - saxophone ténor (titres 1, 3-6 & 8)
- Eugene Taylor - contrebasse
- Louis Hayes - batterie